# Luytenova hvězda
Luytenova hvězda (GJ 273) je červený trpaslík v souhvězdí Malého psa ve vzdálenosti 12,36 světelných let (3,79 parseků) od Slunce. Zdánlivá magnituda hvězdy je 9,9, takže je příliš málo jasná na sledování pouhým okem. Je pojmenována po Willemu Jacobu Luytenovi, který v roce 1935 ve spolupráci s Edwinem G. Ebbighausenem jako první určil velikost jejího vlastního pohybu. Tato hvězda má hmotnost přibližně jedné čtvrtiny hmotnosti Slunce, poloměr činí 35 % v porovnání se Sluncem. Hvězda má maximální hmotnost, ve které může být červený trpaslík naprosto konvektivní, což znamená, že většina hvězdy, možná i celá hvězda, je tvořena rozšířenou konvektivní zónou. Ve spektrální klasifikaci je řazena jako M3.5V, s jasností třídy V, což značí skutečnost, že se jedná o hvězdu hlavní posloupnosti. Energie je ve hvězdě tvořena v jádře hvězdy termonukleární fúzí atomů vodíku. Zdánlivá míra rotace hvězdy je těžko měřitelná, ale odhad je, že nebude větší než 1 km/s. Naměřené hodnoty periodických změn povrchové aktivity udávají pomalou periodu rotace kolem 116 dnů (to odpovídá rychlosti ~0,15 km/s). Účinná teplota vnějšího obalu hvězdy je relativně nízká 3150 K; to je důvodem charakteristické červeno-oranžové záře hvězdy typu M. Jedná se o dvacátý druhý nejbližší hvězdný systém od Slunce.
V současné době se Luytenova hvězda od sluneční soustavy vzdaluje. Největší přiblížení nastalo asi před 13 000 lety, kdy se přiblížila k Prokyonu na vzdálenost 3,67 parseků. Nyní se hvězda nachází 1,2 světelného roku od Prokyonu. Na noční obloze jedné z exoplanet obíhajících Luytenovu hvězdu má Prokyon zdánlivou magnitudu −4,5. Nejmenší vzdálenost mezi těmito dvěma hvězdami nastala před 600 lety, když se Luytenova hvězda nacházela 1,12 světelného roku od Prokyonu. Pro rychlost Luytenovy hvězdy v prostoru jsou naměřeny tyto hodnoty: U = +16, V = −66 a W = −17 km/s.

## Planetární systém
V březnu 2017 byly nalezeny dvě exoplanety obíhající Luytenovu hvězdu. Exoplaneta nacházející se dále od hvězdy, označená jako GJ 273 b, je superzemě nacházející se v obyvatelné zóně, kde je určitá šance výskytu vody v tekutém skupenství. Planeta má hmotnost přibližně 2,89 ± 0,26 hmotnosti Země a obíhá ve vzdálenosti 0,09110 ± 0,00002 AU, kde dokončí oběh kolem hvězdy za 18,650 ± 0,006 dní. Zatímco exoplaneta se nachází ve vnitřním okraji obyvatelné zóny hvězdy, dopadající tok záření je jen 1,06 S⊕, takže se jedná o potenciálního kandidáta na planetu s vodou v tekutém skupenství, za předpokladu přítomnosti atmosféry planety. V závislosti na albedu je zde pravděpodobná rovnovážná teplota kolem 206 až 293 K (−67 °C – +20 °C). Druhá bližší exoplaneta GJ 273 c je jedna z nejlehčích dosud objevených exoplanet detekovaných metodou měření radiálních rychlostí s hmotností pouze 1,18 ± 0,16 v poměru k Zemi. Obíhá však příliš blízko hvězdy, oběžná doba činí 4,7234 ± 0,00004 dnů.
GJ 273 b je jedna z nejbližších známých exoplanet obíhající hvězdu v obyvatelné zóně.
V říjnu roku 2017, v rámci Sónar Calling GJ 273b, projektu METI (Messaging Extraterrestrial Intelligence) a Sónaru, hudebního festivalu v Barceloně, byla odeslána série celkem tří rádiových signálů směrem k Luytenově hvězdě z radarové antény v Ramfjordmoen v Norsku (EISCAT). Institut SETI se nicméně blíže nevyjádřil k pozorování rádiových vln v okolí této exoplanety. Dle ředitele METI Douga Vakoche se jednalo o hudební soubor 18 písní. Další přenos plánovali vyslat v dubnu roku 2018. Za předpokladu, že zpráva bude přijata přístroji ETI schopnými detekce rádiových vln a lokalizace zdroje, by hypotetická odpověď k Zemi dorazila nejdříve v roce 2043.
| Planety v systému | Hmotnost       | Velká poloosa dráhy | Doba oběhu      | Excentricita dráhy | Sklon dráhy | Poloměr |
| ----------------- | -------------- | ------------------- | --------------- | ------------------ | ----------- | ------- |
| c                 | 1,18 ± 0,16 M⊕ | 0,036467            | 4,7234 ± 0,0004 | 0,17               | -           | -       |
| b                 | 2,89 ± 0,26 M⊕ | 0,09110 ± 0,00002   | 18,650 ± 0,006  | 0,10               | -           | -       |

Okolí Slunce do vzdálenosti 15 světelných let